# Сафьянов, Виктор Викторович
Ви́ктор Ви́кторович Сафья́нов (род. 6 ноября 1961, Восе, Восейский район, Таджикская ССР, СССР) — российский военный, государственный и политический деятель. Генерал-майор (2003). С 14 февраля 2010 года по 25 января 2012 года — мэр города Орла.

## Биография

### Ранние годы
Родился 6 ноября 1961 года в Таджикской ССР в семье геолога. После окончания средней школы он поступил на работу в качестве слесаря на Донецкую железную дорогу. Без отрыва от производства по направлению Сватовского райвоенкомата окончил водительские курсы ДОСААФ.
В августе 1979 года поступил в Московское высшее командное училище дорожных и инженерных войск, которое окончил в 1983 году, после чего до 1990 года проходил службу в Забайкальском военном округе на различных должностях, в том числе и на должности начальника разведки полка. Поступил в Военно-инженерную академию имени В. В. Куйбышева в Москве и окончил её с отличием в 1993 году.

### Служба в МЧС
В 1993 году переехал в Орёл, став начальником оперативного отдела Штаба по делам Гражданской обороны и Чрезвычайным ситуациям Орловской области.
Зимой 1995 года в составе Теруправления МЧС России выполнял специальное задание в городе Грозный Чеченской республики.
С 1997 по 2002 год возглавлял службу управления по ГО и ЧС Орловской области.
В 2001—2002 годах стоял во главе международной гуманитарной коалиции под эгидой ООН по оказанию гуманитарной помощи жителям Афганистана, за что был удостоен медали ордена «За заслуги перед Отечеством» II степени. Кроме того, в разное время за личное мужество награждался медалями «За отвагу на пожаре», «За спасение утопающих», именным огнестрельным оружием. Является КМС по офицерскому троеборью.
В 2002 году В. В. Путин одобрил назначение В. В. Сафьянова на должность начальника Главного Управления МЧС России по Санкт-Петербургу.

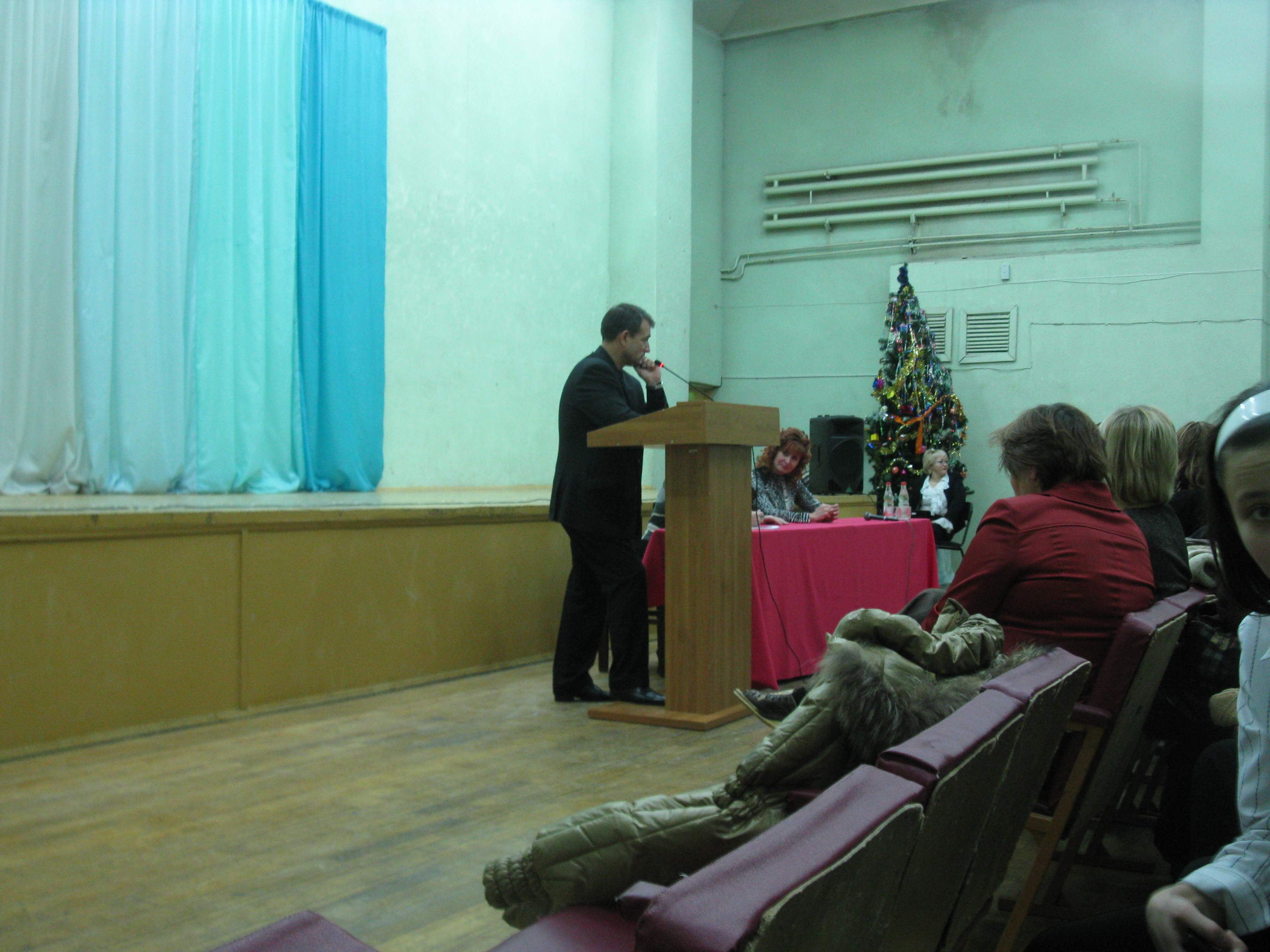
Кандидат в мэры г. Орла В. В. Сафьянов на встрече с избирателями в школе № 45 г. Орла

10 июля 2003 года указом Президента России В. В. Сафьянову было присвоено воинское звание генерал-майора. В 2004 году окончил Военную Академию Генерального штаба ВС России. В 2007 году — Северо-западную академию государственной службы.

### На гражданской службе
С апреля 2006 года по декабрь 2009 года — глава администрации Колпинского района Санкт-Петербурга.
С декабря 2009 года по январь 2010 года — советник Губернатора и Председателя Правительства Орловской области.
С февраля 2010 года по январь 2012 года — мэр города Орла:
14 февраля 2010 года победил на досрочных выборах и стал мэром города Орла, представляя политическую партию «Единая Россия». Свои голоса за В. В. Сафьянова отдали 54,75 % орловчан (около 80 тыс. чел.). Официально новый мэр вступил в должность 18 февраля.
30 декабря 2011 года был исключен из партии «Единая Россия», а 25 января 2012 года — большинством голосов членов городского совета Орла — отправлен в отставку с должности мэра города.
С января 2014 года по сентябрь 2015 года — содиректор Межправительственной гуманитарной организации «Российско-Сербский гуманитарный центр».
17 января 2020 года распоряжением Мэра Москвы назначен заместителем префекта Северного административного округа города Москвы.

## Семья
Женат. Имеет дочь и сына.